# ضربات صنعاء الجوية (2015)
ضربات صنعاء الجوية هي الضربات الجوية التي نفذها تحالف عاصفة الحزم وأستمرت خلال عملية إعادة الأمل بقيادة السعودية في صنعاء وضواحيها، مستهدفة القوات العسكرية المؤيدة لعلي عبد الله صالح والحوثيون ومليشياتهم. ويعتبر جبل فج عطان من أهم أهداف غارات التحالف، وتحاول الطائرات الحربية التابعة لعاصفة الحزم تهديم أجزاء من الجبل لكشف وتدمير مخازن الصواريخ البالستية. وأسفرت الغارات في صنعاء عن مقتل 209 شخصاً في صنعاء على الأقل حتى 23 أبريل 2015.

## العمليات
استهدفت الضربات الجوية منذ اليوم الأول للحملة 26 مارس المعسكرات والقواعد العسكرية في صنعاء، وترد يومياً وحدات الدفاع الجوي من الجبال المحيطة بصنعاء، محاولة صد الضربات الجوية، ومنذ اليوم الأول للحملة استهدفت الغارات قاعدة الديلمي الجوية في صنعاء، ودمرت 4 طائرات حربية،  بالإضافة إلى تدمير مدرج القاعدة، وغرفة العمليات والسيطرة. ودمرت غارات التحالف مطار صنعاء الدولي وهنجر الصيانة التابع للواء الثاني طيران وهنجر التسليح الخاص به، المتمركز في قاعدة الديلمي، ودمرت الغارات رادار جبل النبي شعيب وموقع دفاع جوي في بيت عذران غرب صنعاء. واستهدفت طائرات الميج 29 في القاعدة الجوية. وأعلن التحالف الأجواء اليمنية منطقة محظورة.
واستهدفت الضربات أماكن معسكرات الحوثيين في دار الرئاسة بصنعاء والشرطة العسكرية ومعسكر القوات الخاصة،  وردت وحدات الدفاع الجوي من جميع الجبال المحيطة بصنعاء، محاولة صد الضربات الجوية. واستهدفت الغارات معسكر ريمة حميد جنوب صنعاء التابع للرئيس السابق علي عبد الله صالح في مسقط رأسه سنحان. وكذلك مقر قيادة المنطقة العسكرية السادسة (الفرقة الأولى مدرع سابقاً) الذي سيطر عليه الحوثيون وجعلوه معسكراً تابعاً لهم، وقيادة قوات الاحتياط في معسكر السواد جنوب صنعاء الذي يضم عدة معسكرات تابعة للحرس الجمهوري. وشهدت صنعاء حركة نزوح للسكان قرب المطار والمعسكرات خشية تجدد القصف الجوي.
- 29 مارس، هزت صنعاء انفجارات ناتجه عن قصف طيران التحالف لمعسكرات اللواء الخامس صواريخ واللواء السادس صواريخ اسكود التابعان لألوية الصواريخ في جبل «عطّان» جنوب غرب صنعاء، واستمرت الانفجارات في مخازن الأسلحة والصواريخ لأكثر من ساعة، وتطايرت قذائف وصواريخ مشتعله من المعسكر باتجاه الأحياء المحيطة بالمعسكر.[26]

### أهم الاستهدافات
- أهم الأماكن المستهدفة في صنعاء:

1. قاعدة الديلمي الجوية ومطار صنعاء الدولي.[19][20][21]
2. دار الرئاسة بصنعاء.[27]
3. مقر الشرطة العسكرية.
4. معسكر الصباحة التابع للقوات الخاصة غرب العاصمة [28] التابع لنجل علي عبد الله صالح.[24]

1. تستهدف الغارات بين الحين والآخر معسكر ريمة حميد جنوب صنعاء التابع للرئيس السابق علي عبد الله صالح في مسقط رأسه سنحان.[25]
2. مقر قيادة المنطقة العسكرية السادسة (الفرقة الأولى مدرع سابقاً).
3. قيادة قوات الاحتياط في معسكر السواد جنوب صنعاء، الذي يضم عدة معسكرات تابعة للحرس الجمهوري.[29]
4. مقر القوات الخاصة القريب من دار الرئاسة في صنعاء
5. مقر كلية الطيران والدفاع الجوي.
6. معسكرات اللواء الخامس صواريخ واللواء السادس صواريخ اسكود التابعان لألوية الصواريخ في جبل «عطّان» جنوب غرب صنعاء.[26]
7. مقر قيادة القوات الخاصة بصنعاء.
8. معسكر الخرافي التابع لقوات الاحتياط (الحرس الجمهوري سابقاً) شمال العاصمة صنعاء.[30]
9. مخازن الأسلحة والمعسكرات التابعة لصالح والموجودة في جبل نقم شرقي صنعاء.
10. معسكر اللواء 63 مشاة في جبل الصمع في أرحب شمال العاصمة.[31]

### الخسائر
- 17 أبريل، الطيران السعودي يقصف منزلًا في شمال صنعاء راح ضحيتها 8 من نفس العائلة.[32]
- 20 أبريل، غارة جوية شنها الطيران الجوي السعودي في صنعاء أسفر عنها مقتل 25 على الأقل، وجرح أكثر من 398 آخرين، أصيب معظمهم بشظايا الانفجار وتحطم أجزاء من المباني عليهم، وغطت سحابة غبار ضخمة سماء العاصمة، وتعتبر الغارة الأعنف في صنعاء منذ بدء عملية عاصفة الحزم.[33] وتضررت المباني والسيارات والمحلات التجارية في الأحياء المحيطة بموقع الانفجار لأضرار بالغة.[34] وأندلعت النيران في محطة بنزين مجاورة لموقع الانفجار وتضررت مئات السيارات التي كانت في طابور بإنتظار توفُر مادتي البنزين والديزل.[35]